# Maxim Tissot
Pour le skieur, voir Maxime Tissot.
Pour les articles homonymes, voir Tissot.
Maxim Tissot est un joueur international canadien de soccer, né le 13 avril 1992 à Aylmer au Québec. Il évolue au poste de défenseur ou de milieu gauche.

## Biographie

### En club
Maxim Tissot commence le soccer dans sa ville natale avec le Soccer Aylmer un club qui se trouve a gatineau . Il rejoint l'Attak de Trois-Rivières pour la saison 2009 avec qui il remporte la Ligue canadienne de soccer.
Le club de Trois-Rivières se retire de la compétition au profit de l'Impact de Montréal U21. Il y évolue trois saisons au sein de la Ligue canadienne de soccer et finit par être nommé défenseur de l'année en 2012.
En fin de saison, il rejoint l'équipe première de l'Impact de Montréal pour sa tournée d'après-saison en Italie disputant un match contre l'équipe réserve de l'ACF Fiorentina. Il participe à la préparation de la saison 2013 avec l'équipe première de l'Impact avec qui il remporte la Walt Disney World Pro Soccer Classic. Il signe son premier contrat professionnel le 26 février 2013 en même temps que son camarade Wandrille Lefèvre.
Tissot fait ses débuts en MLS le 14 avril 2013 pour l'Impact de Montréal, contre le Crew de Columbus où il remplace Marco Di Vaio en fin de match. Il obtient sa première titularisation dès le match suivant, en Championnat canadien contre le Toronto FC. Le 28 juin 2016, Tissot est libéré par l'Impact afin d'intégrer David Choinière à l'effectif de MLS. Seulement quelques jours plus tard, il rejoint le Fury d'Ottawa en NASL, la seconde division nord-américaine. Pendant plusieurs mois, il s'impose sur le côté gauche de la formation de la capitale fédérale, dans un dispositif en 3-5-2. Après avoir donc retrouvé du temps de jeu en NASL, il est mis à l'essai par D.C. United qui officialise sa signature le 24 février 2017. Non convoqué pour les deux premières rencontres de la saison 2017, le 15 mars, Maxim est envoyé en prêt aux Kickers de Richmond, en USL, en compagnie de quatre coéquipiers.

## Palmarès
- Impact de Montréal
  - Vainqueur du Championnat canadien en 2013 et 2014
  - Finaliste du Championnat canadien en 2015
  - Vainqueur du Walt Disney World Pro Soccer Classic en 2013
  - Finaliste de la Ligue des champions de la CONCACAF en 2015
- Attak de Trois-Rivières
  - Vainqueur de la Ligue canadienne de soccer en 2009
- Deltas de San Francisco
  - Vainqueur du NASL Soccer Bowl en 2017
- Forge FC
  - Vainqueur de la Première ligue canadienne en 2020
  - Finaliste de la Première ligue canadienne en 2021

### Distinctions individuelles
- Défenseur de l'année en LCS en 2012

## Statistiques
| Saison                | Club                       | Championnat           | Championnat | Championnat | Coupe(s) nationale(s) | Coupe(s) nationale(s) | Compétition(s) continentale(s) | Compétition(s) continentale(s) | Compétition(s) continentale(s) | Séries | Séries | Total | Total |
| Saison                | Club                       | Division              | M.          | B.          | M.                    | B.                    | Comp.                          | M.                             | B.                             | M.     | B.     | M.    | B.    |
| 2013                  | Impact de Montréal         | MLS                   | 6           | 1           | 2                     | 0                     | LCC                            | 2                              | 0                              | 0      | 0      | 10    | 1     |
| 2014                  | Impact de Montréal         | MLS                   | 20          | 2           | 3                     | 0                     | LCC                            | 3                              | 0                              | -      | -      | 26    | 2     |
| 2015                  | Impact de Montréal         | MLS                   | 11          | 1           | 3                     | 0                     | LCC                            | 4                              | 0                              | 0      | 0      | 18    | 1     |
| 2016                  | Impact de Montréal         | MLS                   | 7           | 1           | 0                     | 0                     | -                              | -                              | -                              | -      | -      | 7     | 1     |
| Sous-total            | Sous-total                 | Sous-total            | 44          | 5           | 8                     | 0                     | -                              | 9                              | 0                              | 0      | 0      | 61    | 5     |
| 2016                  | Fury d'Ottawa              | NASL                  | 19          | 2           | -                     | -                     | -                              | -                              | -                              | -      | -      | 19    | 2     |
| 2017                  | D.C. United                | MLS                   | 1           | 0           | -                     | -                     | -                              | -                              | -                              | -      | -      | 1     | 0     |
| 2017                  | Kickers de Richmond (prêt) | USL                   | 4           | 0           | -                     | -                     | -                              | -                              | -                              | -      | -      | 4     | 0     |
| 2017                  | Deltas de San Francisco    | NASL                  | 20          | 0           | 2                     | 0                     | -                              | -                              | -                              | 2      | 0      | 24    | 0     |
| 2018                  | Fury d'Ottawa              | USL                   | 2           | 0           | 2                     | 0                     | -                              | -                              | -                              | -      | -      | 4     | 0     |
| 2019                  | Fury d'Ottawa              | USLC                  | 15          | 0           | 3                     | 1                     | -                              | -                              | -                              | -      | -      | 18    | 1     |
| Sous-total            | Sous-total                 | Sous-total            | 17          | 0           | 5                     | 1                     | -                              | 0                              | 0                              | 0      | 0      | 22    | 1     |
| 2020                  | Forge FC                   | PLCan                 | 10          | 0           | 0                     | 0                     | LC                             | 3                              | 0                              | 1      | 1      | 14    | 1     |
| 2021                  | Forge FC                   | PLCan                 | 12          | 0           | 0                     | 0                     | LC                             | 5                              | 0                              | 1      | 0      | 18    | 0     |
| Sous-total            | Sous-total                 | Sous-total            | 22          | 0           | 0                     | 0                     | -                              | 8                              | 0                              | 2      | 1      | 32    | 1     |
| 2022                  | Atlético Ottawa            | PLCan                 | 0           | 0           | 0                     | 0                     | -                              | -                              | -                              | -      | -      | 0     | 0     |
| Total sur la carrière | Total sur la carrière      | Total sur la carrière | 127         | 7           | 15                    | 1                     | -                              | 17                             | 0                              | 4      | 1      | 163   | 9     |